# 北浜勇介
北浜 勇介（きたはま ゆうすけ ）は、日本の漫画家。男性。代表作は『USA』。別ペンネームにキタハマンX、キタハマンZがある。

## 人物
『電撃PlayStation』付録の『電撃4コマ』において「第1回電撃4コマ大賞」に『USA』で入選し8号に読切掲載、12号から連載に移行。さらに、別ペンネームであるキタハマンX名義で再び4コマ大賞に応募して入選して48号に掲載される。127号からは『USA』と並行してキタハマンZ名義で『赤箱。』の連載を開始。丸っこくてかわいい絵柄と、それに反してディープかつハードなギャグが特徴。
デスメタルやスラッシュメタルをこよなく愛し、『バキ』や『ジョジョの奇妙な冒険』を愛読する。また、暴力描写の多い洋ゲーを多くプレイしており、いずれの趣味も作品に色濃く反映されている。
自画像は、趣味に合わせてか丸刈りでピアスをつけた悪人面の男だが、実際の顔立ちは不明。原稿の合間に、コンビニでアルバイトとして働いている。

## 作品リスト
- USA（『電撃4コマ』連載、メディアワークス）
  1. 2007年6月発売 ISBN 978-4840239493
  2. 2008年11月発売 ISBN 978-4048674447
  3. 2009年7月発売 ISBN 978-4048679695
- Sympathy For The Devil（『電撃4コマ』Vol.48（読切）、メディアワークス） - キタハマンX名義
- 赤箱。（『電撃4コマ』連載、メディアワークス） - キタハマンZ名義
  1. 2012年4月発売 ISBN 978-4048864640